# Heraclia flava
Heraclia flava är en fjärilsart som beskrevs av Jordan 1913. Heraclia flava ingår i släktet Heraclia och familjen nattflyn. Inga underarter finns listade i Catalogue of Life.